# فرودگاه اسکایروس آیلد نشنال
فرودگاه اسکایروس آیلد نشنال (به انگلیسی: Skyros Island National Airport) یک فرودگاه همگانی با کد یاتا SKU است که یک باند فرود آسفالت دارد و طول باند آن ۳۰۰۲ متر است. این فرودگاه در کشور یونان قرار دارد و در ارتفاع ۱۳ متری از سطح دریا واقع شده است.

## شرکت‌های هواپیمایی و مقصدهای پروازی
| شرکت‌های هواپیمایی | مقصدهای پروازی |
| ----------------- | -------------- |
| المپیک ایر        | آتن            |
| Sky Express       | سالونیک        |